# Лісове (зупинний пункт)
Лісове́ — пасажирський залізничний зупинний пункт Жмеринської дирекції Південно-Західної залізниці.
Розташований у селі Володіївці Барського району Вінницької області на лінії Жмеринка-Подільська — Могилів-Подільський між станціями Копай (7,5 км) та Котюжани (5 км).
Обслуговується приміськими дизель-поїздами двічі на добу.